# エストルフーズ
エストルフーズは北海道函館市にかつて存在した海産物を販売する会社。

## 沿革
- 1974年5月 個人商店として創業
- 1992年10月 設立

## 会社概要
1974年5月に金沢正信が海産物販売の商店を創業する。当初は函館近海で獲れる魚介類の販売が主であったが、1989年1月にロシア・ユジノサハリンスクに営業所を開設し、ロシア産の海産物の販売を手がけるようになった。1992年10月に法人化し、1994年にはウラジオストクにも営業所を増設した。1999年にはアレクサンドロフスクに工場を建設し、水産品加工全般を製造開始した。2005年パラオに現地法人を開設してからは、パラオ産の各種素材を利用した化粧品・石鹸なども販売し、非食品部門の拡充を志向している。2009年1月29日の株主総会日以降に営業休止状態になっている。

## 海外営業所
- ウラジオストク
- ユジノサハリンスク

## 海外工場
- 缶詰工場 アレクサンドロフスク
- 冷凍工場 アイアン